# Campeonato Mundial de Natación de 1978

Natación

El III Campeonato Mundial de Natación se celebró en Berlín Occidental (RFA) entre el 18 y el 23 de agosto de 1978. Fue organizado por la Federación Internacional de Natación (FINA) y la Federación Alemana de Natación. Participaron un total de 828 atletas representantes de 49 federaciones nacionales.
Se realizaron competiciones de natación, natación sincronizada, saltos y waterpolo. Las competiciones se disputaron en la Piscina Olímpica de la ciudad germana.

## Resultados de natación

### Masculino
| Evento                   | Oro                                                                                    | Plata                                                                      | Bronce                                                                                |
| ------------------------ | -------------------------------------------------------------------------------------- | -------------------------------------------------------------------------- | ------------------------------------------------------------------------------------- |
| 100 m libre              | David McCagg Estados Unidos 50,24                                                      | Jim Montgomery Estados Unidos 50,73                                        | Klaus Steinbach RFA 50,59                                                             |
| 200 m libre              | William Forrester Estados Unidos 1:51,02                                               | Ambrose Gaines Estados Unidos 1:51,10                                      | Sergei Kopliakov URSS 1:51,33                                                         |
| 400 m libre              | Vladimir Salnikov URSS 3:51,94                                                         | Jeffrey Float Estados Unidos 3:53,42                                       | William Forrester Estados Unidos 3:53,97                                              |
| 1500 m libre             | Vladimir Salnikov URSS 15:03,99                                                        | Borut Petrič Yugoslavia 15:20,77                                           | Robert Hackett Estados Unidos 15:23,38                                                |
| 100 m espalda            | Robert Jackson Estados Unidos 56,36                                                    | Peter Rocca Estados Unidos 56,69                                           | Rômulo Arantes Brasil 58,01                                                           |
| 200 m espalda            | Jesse Vassallo Estados Unidos 2:02,16                                                  | Gary Hurring Nueva Zelanda 2:03,71                                         | Zoltán Varraszto · Hungría · 2:03,90                                                  |
| 100 m braza              | Walter Kusch RFA 1:03,58                                                               | Graham Smith · Canadá · 1:03,60                                            | Gerald Mörken RFA 1:03,62                                                             |
| 200 m braza              | Nicholas Nevid Estados Unidos 2:18,37                                                  | Arsen Miskarov URSS 2:18,42                                                | Walter Kusch RFA 2:20,16                                                              |
| 100 m mariposa           | Joseph Bottom Estados Unidos 54,30                                                     | Gregory Jagenburg Estados Unidos 55,26                                     | Pär Arvidsson · Suecia · 55,38                                                        |
| 200 m mariposa           | Michael Bruner Estados Unidos 1:59,38                                                  | Steven Gregg Estados Unidos 1:59,80                                        | Roger Pyttel RDA 2:01,33                                                              |
| 200 m cuatro estilos     | Graham Smith · Canadá · 2:03,65 (RM)                                                   | Jesse Vassallo Estados Unidos 2:04,99                                      | Alexandr Sidorenko URSS 2:05,29                                                       |
| 400 m cuatro estilos     | Jesse Vassallo Estados Unidos 4:20,06 (RM)                                             | Sergei Fesenko URSS 4:22,29                                                | András Hargitay · Hungría · 4:27,04                                                   |
| 4 × 100 m libre          | Estados Unidos Jack Babashoff Ambrose Gaines Jim Montgomery David McCagg 3:19,74 (RM)  | RFA Andreas Schmidt Ulrich Temps Peter Knust Klaus Steinbach 3:26,65       | Suecia · Pelle Holmertz · Dan Larsson · Per-Ola Quist · Per-Alvar Magnusson · 3:26,95 |
| 4 × 200 m libre          | Estados Unidos Bruce Furniss Bill Forrester Robert Hackett Ambrose Gaines 7:20,82 (RM) | URSS Sergei Rusin Andrei Krilov Vladimir Salnikov Sergei Kopliakov 7:28,41 | RFA Andreas Schmidt Peter Knust Karsten Lippmann Frank Wenmann 7:33,29                |
| 4 × 100 m cuatro estilos | Estados Unidos Robert Jackson Nicholas Nevid Joe Bottom David McCagg 3:44,63           | RFA Klaus Steinbach Walter Kusch Michael Kraus Andreas Schmidt 3:48,58     | Reino Unido Gary Abraham Duncan Goodhew John Mills Martin Smith 3:49,58               |

- RM – Récord mundial.

### Femenino
| Evento                   | Oro                                                                                       | Plata                                                                   | Bronce                                                                            |
| ------------------------ | ----------------------------------------------------------------------------------------- | ----------------------------------------------------------------------- | --------------------------------------------------------------------------------- |
| 100 m libre              | Barbara Krause RDA 55,68                                                                  | Lene Jenssen · Noruega · 56,62                                          | Larisa Tsariova URSS 56,85                                                        |
| 200 m libre              | Cynthia Woodhead Estados Unidos 1:58,53 (RM)                                              | Barbara Krause RDA 1:59,78                                              | Larisa Tsariova URSS 2:01,76                                                      |
| 400 m libre              | Tracey Wickham Australia 4:06,28 (RM)                                                     | Cynthia Woodhead Estados Unidos 4:07,15                                 | Kimberley Lineham Estados Unidos 4:07,73                                          |
| 800 m libre              | Tracey Wickham Australia 8:24,94                                                          | Cynthia Woodhead Estados Unidos 8:29,35                                 | Kimberley Lineham Estados Unidos 8:32,60                                          |
| 100 m espalda            | Linda Jezek Estados Unidos 1:02,55                                                        | Birgit Treiber RDA 1:03,18                                              | Cheryl Gibson · Canadá · 1:03,43                                                  |
| 200 m espalda            | Linda Jezek Estados Unidos 2:11,93 (RM)                                                   | Birgit Treiber RDA 2:14,07                                              | Cheryl Gibson · Canadá · 2:14,23                                                  |
| 100 m braza              | Yulia Bogdanova URSS 1:10,31 (RM)                                                         | Tracy Caulkins Estados Unidos 1:10,77                                   | Margaret Kelly Reino Unido 1:11,99                                                |
| 200 m braza              | Lina Kachushite URSS 2:31,42 (RM)                                                         | Yulia Bogdanova URSS 2:32,69                                            | Susanne Nielsson Dinamarca 2:33,60                                                |
| 100 m mariposa           | Mary-Joan Pennington Estados Unidos 1:00,20                                               | Andrea Pollack RDA 1:00,26                                              | Gwendolyn Quirk · Canadá · 1:01,82                                                |
| 200 m mariposa           | Tracy Caulkins Estados Unidos 2:09,87 (RM)                                                | Nancy Hogshead Estados Unidos 2:11,30                                   | Andrea Pollack RDA 2:13,63                                                        |
| 200 m cuatro estilos     | Tracy Caulkins Estados Unidos 2:14,07 (RM)                                                | Mary-Joan Pennington Estados Unidos 2:14,98                             | Ulrike Tauber RDA 2:15,99                                                         |
| 400 m cuatro estilos     | Tracy Caulkins Estados Unidos 4:40,83                                                     | Ulrike Tauber RDA 4:47,52                                               | Petra Schneider RDA 4:48,56                                                       |
| 4 × 100 m libre          | Estados Unidos Tracy Caulkins Stephanie Elkins Jill Sterkel Cynthia Woodhead 3:43,43 (RM) | RDA Heinke Witt Karen Mentschuk Barbara Krause Petra Priemer 3:47,37    | Canadá · Gail Amundrud · Nancy Garapick · Susan Sloan · Gwendolyn Quirk · 3:49,59 |
| 4 × 100 m cuatro estilos | Estados Unidos Linda Jasek Tracy Caulkins Mary Joan Pennington Cynthia Woodhead 4:08,21   | RDA Ulrike Treiber Ramona Reinike Andrea Pollack Barbara Krause 4:09,13 | URSS Elena Kruglova Yulia Bogdanova Irina Axenova Larisa Tsariova 4:14,91         |

- RM – Récord mundial.

### Medallero
| Núm. | País           | Oro | Plata | Bronce | Total |
| ---- | -------------- | --- | ----- | ------ | ----- |
| 1    | Estados Unidos | 20  | 12    | 4      | 36    |
| 2    | URSS           | 4   | 4     | 5      | 13    |
| 3    | Australia      | 2   | 0     | 0      | 2     |
| 4    | RDA            | 1   | 7     | 4      | 12    |
| 5    | RFA            | 1   | 2     | 4      | 7     |
| 6    | Canadá         | 1   | 1     | 4      | 6     |
| 7    | Noruega        | 0   | 1     | 0      | 1     |
| 7    | Nueva Zelanda  | 0   | 1     | 0      | 1     |
| 7    | Yugoslavia     | 0   | 1     | 0      | 1     |
| 10   | Hungría        | 0   | 0     | 2      | 2     |
| 10   | Reino Unido    | 0   | 0     | 2      | 2     |
| 10   | Suecia         | 0   | 0     | 2      | 2     |
| 13   | Brasil         | 0   | 0     | 1      | 1     |
| 13   | Dinamarca      | 0   | 0     | 1      | 1     |
|      | TOTAL          | 29  | 29    | 29     | 87    |

## Resultados de saltos

### Masculino
| Evento          | Oro                                     | Plata                         | Bronce                                  |
| --------------- | --------------------------------------- | ----------------------------- | --------------------------------------- |
| Trampolín 3 m   | Philip Boggs Estados Unidos 913,95 pts. | Falk Hoffmann RDA 873,33 pts. | Giorgio Cagnotto · Italia · 845,51 pts. |
| Plataforma 10 m | Greg Louganis Estados Unidos 844,11     | Falk Hoffmann RDA 836,76      | Vladimir Aleinik URSS 813,62            |

### Femenino
| Evento          | Oro                        | Plata                                | Bronce                                  |
| --------------- | -------------------------- | ------------------------------------ | --------------------------------------- |
| Trampolín 3 m   | Irina Kalinina URSS 691,43 | Cynthia Potter Estados Unidos 643,22 | Jennifer Chandler Estados Unidos 637,41 |
| Plataforma 10 m | Irina Kalinina URSS 412,71 | Martina Jäschke RDA 384,09           | Martha Briley Estados Unidos 364,74     |

### Medallero
| Núm. | País           | Oro | Plata | Bronce | Total |
| ---- | -------------- | --- | ----- | ------ | ----- |
| 1    | Estados Unidos | 2   | 1     | 2      | 5     |
| 2    | URSS           | 2   | 0     | 1      | 3     |
| 3    | RDA            | 0   | 3     | 0      | 3     |
| 4    | Italia         | 0   | 0     | 1      | 1     |
|      | TOTAL          | 4   | 4     | 4      | 12    |

## Resultados de natación sincronizada
| Evento | Oro | Plata | Bronce |
| ------ | --- | --- | --- |
| Solo   | Helen Vanderburg · Canadá · 187,849 pts.                                                                                              | Pamela Tryon Estados Unidos 181,499 pts.                                                                                     | Yasuko Unezaki Japón 179,650 pts. |
| Dúo    | Michelle Calkins · Helen Vanderburg · Canadá · 183,300                                                                                | Masako Fujiwara Yasuko Fujiwara Japón 181,842                                                                                | Pamela Tryon Michele Barone Estados Unidos 180,758                                                                                           |
| Equipo | Tami Allen Michele Barone Erin Barr Michele Beaulieu Gerri Brandley Jane Goeppinger Linda Shelley Pamela Tryon Estados Unidos 182,300 | Ikuko Abe Masae Fujiwara Masako Fujiwara Yasuko Fujiwara Ikue Ogawa Kinuyo Okada Chieko Okamura Yasuko Unezaki Japón 181,533 | Katherine Anderson · Robin Anderson · Nancy Bédard · Lyne Carrier · Sandra McDermot · Marie-Josee Poulin · Martine Simard · Canadá · 177,919 |

### Medallero
| Núm. | País           | Oro | Plata | Bronce | Total |
| ---- | -------------- | --- | ----- | ------ | ----- |
| 1    | Canadá         | 2   | 0     | 1      | 3     |
| 2    | Estados Unidos | 1   | 1     | 1      | 3     |
| 3    | Japón          | 0   | 2     | 1      | 3     |
|      | TOTAL          | 3   | 3     | 3      | 9     |

## Resultados de waterpolo
- Resultados del torneo masculino

| Evento    | Oro      | Plata     | Bronce     |
| --------- | -------- | --------- | ---------- |
| Masculino | Italia · | Hungría · | Yugoslavia |

## Medallero total
| Núm. | País           | Oro | Plata | Bronce | Total |
| ---- | -------------- | --- | ----- | ------ | ----- |
| 1    | Estados Unidos | 23  | 14    | 7      | 44    |
| 2    | URSS           | 6   | 4     | 6      | 16    |
| 3    | Canadá         | 3   | 1     | 5      | 9     |
| 4    | Australia      | 2   | 0     | 0      | 2     |
| 5    | RDA            | 1   | 10    | 4      | 15    |
| 6    | RFA            | 1   | 2     | 4      | 7     |
| 7    | Italia         | 1   | 0     | 1      | 2     |
| 8    | Japón          | 0   | 2     | 1      | 3     |
| 9    | Hungría        | 0   | 1     | 2      | 3     |
| 10   | Yugoslavia     | 0   | 1     | 1      | 2     |
| 11   | Noruega        | 0   | 1     | 0      | 1     |
| 11   | Nueva Zelanda  | 0   | 1     | 0      | 1     |
| 13   | Reino Unido    | 0   | 0     | 2      | 2     |
| 13   | Suecia         | 0   | 0     | 2      | 2     |
| 15   | Brasil         | 0   | 0     | 1      | 1     |
| 15   | Dinamarca      | 0   | 0     | 1      | 1     |
|      | TOTAL          | 37  | 37    | 37     | 111   |